# Fritjof Arvidsson
Fritjof "Fritte" Arvidsson, född 1975, är en före detta innebandyspelare och lagkapten i Örebro SK Innebandy. Han har tidigare spelat i klubben som sedan låg vilande en kort period. Under tiden hann han med några säsonger med KFUM Örebro (senare Nerike IBK) i Elitserien innan han flyttade till Schweiz för proffsspel i Rot Weiss Chur. Med Rot Weiss vann han dubbeln, både ligan och cupen. Men efter det återvände han alltså tillbaka till hemstaden och Örebro SK.
Säsongen 03/04 sköt han Sportklubben till division 3. Säsongen 04/05 spelade han endast de sista avgörande matcherna och var en starkt bidragande orsak till ÖSK:s avancemang till division 2. Säsongen 05/06 tog han inte bara upp ÖSK till division 1, han blev också lagets främste poängplockare med 25 mål och 32 assist på 22 spelade matcher. Han har gjort en landskamp mot Finland i Solnahallen och har spelat flera säsonger i Elitserien.
Efter spelarkarriären fanns Arvidsson under en säsong med som personlig coach för laget.